# Championnat du Portugal de football de troisième division
Le championnat du Portugal de football de troisième division ou Terceira Liga en portugais, constitue le troisième niveau du football au Portugal. Depuis 2021 le championnat se nomme Liga 3.

## Historique
Lors de la saison 1990-1991, avec la création de la Liga de Honra (deuxième division professionnelle), le championnat Segunda Divisão, créé en 1934, est relégué au rang de troisième division. Il est alors renommé en Segunda Divisão B.
De 1990 à 2005, le championnat est divisé en 3 groupes par découpage géographique : Nord, Centre et Sud. En 2005, le championnat passe à 4 groupes : la Serie A, la Serie B, la Serie C et la Serie D. Mais en 2009, la formule à 3 groupes est réinstaurée.
En 2013, le championnat subit une profonde réorganisation en fusionnant avec l'ancienne Terceira Divisão (D4) et passe de 48 à 80 équipes. Il est renommé en Campeonato Nacional de Seniores et se déroule sous la forme de huit séries de 10 équipes.
En 2021, est créé un nouveau championnat semi-professionnel qui est la Liga 3. Le nombre d'équipes est réduit à 24 équipes répartis dans 2 groupes.

## Format 2012 à 2021
La réorganisation du championnat s'accompagne d'un changement de formule, la première édition du Campeonato Nacional de Seniores réunit 80 clubs répartis comme suit :
- 3 clubs relégués de Segunda Liga en 2012-2013
- 39 clubs issus de l'ancienne II Divisão qui se sont maintenus en 2012-2013 (classés de la 2e à la 14e place dans chaque série)
- 19 clubs promus de l'ancienne III Divisão qui avaient fini aux deux premières places de chaque série ou dans les cinq meilleurs troisièmes en 2012-2013
- 19 clubs promus des ligues de districts (sauf les 3 districts des Açores) qui ont remporté leur championnat local en 2012-2013

Le championnat se déroule en deux phases. Dans un premier temps, les équipes sont réparties dans 8 groupes (ou séries) de 10 équipes selon des critères géographiques (sauf pour les clubs de Madère et des Açores placés de façon arbitraire respectivement au Nord et au Sud). À l'issue d'une première phase de matches aller/retour sur 18 journées, les deux premières équipes de chaque série, soit 16 clubs, se qualifient pour la seconde phase de championnat dite de "Promotion" qui consiste en 2 groupes de 8 équipes qui s'affrontent en matches aller/retour sur 14 journées supplémentaires. Les deux vainqueurs de groupe sont directement promus en Segunda Liga et jouent un dernier match pour déterminer le champion de 3e division. Les équipes finissant à la deuxième place de chaque groupe se rencontrent lors d'un ultime barrage aller/retour pour la dernière place en Segunda Liga.
D'un autre côté, les équipes classées de la 3e à la 10e place lors de la première phase, soit 64 clubs, se retrouvent pour la deuxième phase dite de "maintien/relégation". Les équipes sont réparties en 8 nouveaux groupes de 8 équipes et s'affrontent en matches aller/retour sur 14 journées à l'issue desquelles les deux dernières équipes sont reléguées dans leurs ligues de districts respectives. De plus, les huit clubs finissant à la 6e place de leur groupe se rencontrent lors d'un dernier barrage aller/retour où les quatre perdants sont également relégués.

## Format à partir de 2021
La réorganisation du championnat s'accompagne d'un changement de formule. La première édition de la Liga 3 réunit 24 clubs répartis comme suit :
- 2 clubs relégués de Segunda Liga en 2020-2021.
- 22 clubs issus du Campeonato de Portugal 2020-2021 dont 6 n'ayant pas obtenu la promotion en Segunda Liga et 16 équipes provenant des poules de qualification pour la Liga 3 en 2021-2022.
- Chaque année, 4 clubs du Campeonato de Portugal, alors basculé au 4e échelon national sont promus en Liga 3 tandis que 4 autres clubs de Liga 3 sont relégués.

Le championnat se déroule en deux phases. Dans un premier temps, les équipes sont réparties dans 2 groupes (ou séries) de 12 équipes selon des critères géographiques (sauf pour les clubs de Madère et des Açores placés de façon arbitraire respectivement au Nord et au Sud). À l'issue d'une première phase de matches aller/retour sur 22 journées, les quatre premières équipes de chaque série, soit 8 clubs, se qualifient pour la seconde phase de championnat dite de "Promotion" qui consiste en 2 groupes de 4 équipes qui s'affrontent en matches aller/retour sur 6 journées supplémentaires. Les deux vainqueurs de groupe sont directement promus en Segunda Liga et jouent un dernier match pour déterminer le champion de Liga 3. 
Les équipes finissant à la deuxième place de chaque groupe se rencontrent lors d'un ultime barrage aller/retour afin de pouvoir affronter le 16e de Segunda Liga pour pouvoir espérer une promotion. D'un autre côté, les équipes classées 3e et 4e se maintiennent en Liga 3.
Les équipes classées entre la 5e et la 12e place lors de la première phase, soit 16 clubs, se retrouvent pour la deuxième phase dite de "maintien/relégation". Les équipes sont réparties en 4 groupes de 4 équipes en fonction du classement et s'affrontent en matches aller/retour sur 6 journées à l'issue desquelles les dernières équipes de chaque groupe sont reléguées en Campeonato de Portugal.

## Palmarès (depuis 1990)
Le champion, lorsqu'il y en a un, est indiqué en gras.
| Saison                                       | Champion - Zone Nord | Champion - Zone Centre | Champion - Zone Sud |
| Segunda Divisão B                            | Segunda Divisão B    | Segunda Divisão B      | Segunda Divisão B   |
| -------------------------------------------- | -------------------- | ---------------------- | ------------------- |
| 1990–91                                      | Rio Ave FC           | AD Ovarense            | SC Olhanense        |
| 1991–92                                      | FC Felgueiras        | Campomaiorense         | Amora FC            |
| 1992–93                                      | Leça FC              | Académico de Viseu     | Portimonense        |
| 1993–94                                      | União de Lamas       | CD Feirense            | Amora FC            |
| 1994–95                                      | Moreirense           | Académico de Viseu     | FC Alverca          |
| 1995–96                                      | Varzim SC            | SC Covilhã             | CD Beja (en)        |
| 1996–97                                      | FC Maia              | União Torreense        | CD Nacional         |
| 1997–98                                      | AD Esposende (en)    | Naval 1º de Maio       | CD Santa Clara      |
| Segunda Divisão B (pas de champion officiel) |                      |                        |                     |
| 1998–99                                      | SC Freamunde         | SC Covilhã             | Imortal DC          |
| 1999-2000                                    | FC Marco             | AD Ovarense            | CD Nacional         |
| 2000-01                                      | Moreirense           | UD Oliveirense         | Portimonense        |
| 2001-02                                      | FC Marco             | SC Covilhã             | União da Madeira    |
| 2002-03                                      | Leixões SC           | CD Feirense            | Estoril-Praia       |
| 2003-04                                      | Gondomar SC          | SC Espinho             | SC Olhanense        |
| 2004-05                                      | FC Vizela            | SC Covilhã             | Barreirense         |

En 2005, le conseil de la Fédération Portugaise décide que le championnat se jouera à 4 séries. Les vainqueurs de chaque série s'affrontent en play-off pour déterminer les promus à l'issue de la saison. Les équipes en gras correspondent aux finalistes et sont promues.
| Saison  | Champion - Série A      | Champion - Série B        | Champion - Série C   | Champion - Série D             |
| ------- | ----------------------- | ------------------------- | -------------------- | ------------------------------ |
| 2005–06 | Trofense                | AD Lousada                | UD Oliveirense       | Olivais e Moscavide (champion) |
| 2006-07 | SC Freamunde (champion) | União da Madeira          | CD Fátima            | Real Queluz                    |
| 2007-08 | GD Ribeirão             | UD Oliveirense (champion) | SC Covilhã           | Olivais e Moscavide            |
| 2008-09 | GD Chaves               | FC Penafiel               | CD Fátima (champion) | AD Carregado                   |

En 2009, la Fédération Portugaise décide de revenir à un championnat composé de 3 séries avec un mini-championnat entre les vainqueurs de chaque zone en fin de saison. Le club champion de 3e division est indiqué en gras.
| Saison  | Champion - Zone Nord | Champion - Zone Centre | Champion - Zone Sud |
| ------- | -------------------- | ---------------------- | ------------------- |
| 2009–10 | Moreirense           | FC Arouca              | União da Madeira    |
| 2010–11 | União da Madeira     | Padroense (en)         | Atlético CP         |
| 2011–12 | Varzim SC            | CD Tondela             | CD Fátima           |
| 2012–13 | GD Chaves            | Académico de Viseu     | SC Farense          |

En 2013, le championnat change à nouveau de formule. Après deux phases de groupes, une finale et une petite finale sont organisées pour déterminer le champion et la 3e équipe promue en 2e division.
| Saison  | Champion                                                 | Deuxième                                                 | Troisième           |
| ------- | -------------------------------------------------------- | -------------------------------------------------------- | ------------------- |
| 2013-14 | SC Freamunde                                             | Oriental Lisbonne                                        | Vitória Guimarães B |
| 2014-15 | CD Mafra                                                 | FC Famalicão                                             | Varzim SC           |
| 2015-16 | CD Cova da Piedade                                       | FC Vizela                                                | AD Fafe             |
| 2017-18 | CD Mafra                                                 | SC Farense                                               | -                   |
| 2018-19 | Casa Pia                                                 | Vilafranquense                                           | -                   |
| 2019-20 | championnat abandonné à cause de la pandémie de Covid-19 | championnat abandonné à cause de la pandémie de Covid-19 | -                   |
| 2020-21 | CD Trofense                                              | Estrela da Amadora                                       | -                   |

En 2021, le championnat se renomme Liga 3.
| Saison    | Champion                   | Deuxième       | Troisième            |
| --------- | -------------------------- | -------------- | -------------------- |
| 2021-2022 | SCU Torreense              | UD Oliveirense | FC Alverca           |
| 2022-2023 | União Desportiva de Leiria | Os Belenenses  | Länk FC Vilaverdense |
| 2023-2024 | FC Alverca                 | FC Felgueiras  | Lusitânia Lourosa    |